# Roteiche
Die Roteiche (Quercus rubra), in fachsprachlicher Rechtschreibung Rot-Eiche geschrieben, auch Amerikanische Spitzeiche genannt, ist eine Pflanzenart aus der Gattung der Eichen (Quercus) innerhalb der Familie der Buchengewächse (Fagaceae). Sie ist in Nordamerika verbreitet. Sie ist der offizielle Staatsbaum des US-Bundesstaates New Jersey.
Die Roteiche ist Baum des Jahres 2025.

## Beschreibung

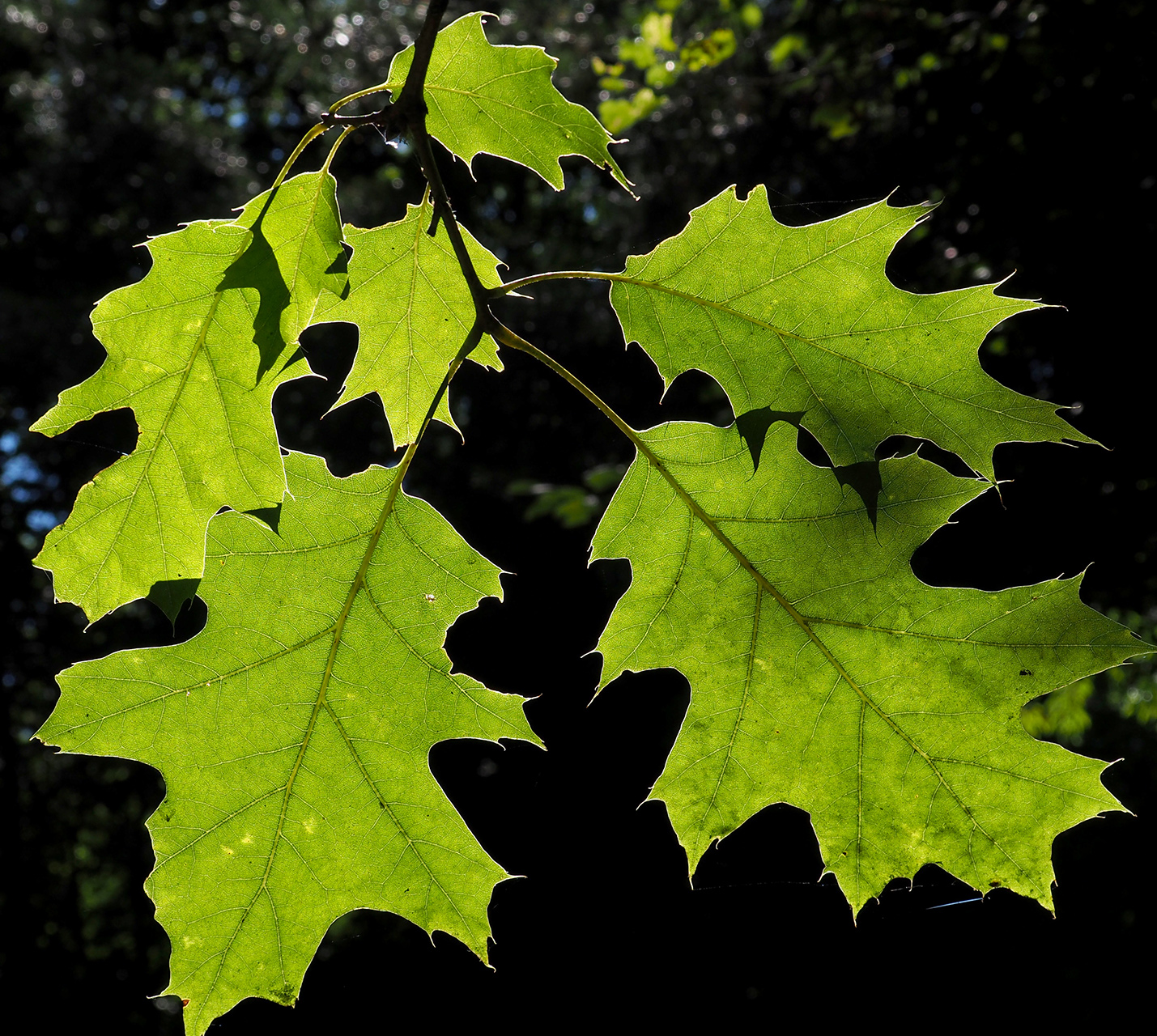
Blätter

### Vegetative Merkmale
Die Roteiche wächst als sommergrüner Baum und erreicht meist Wuchshöhen von 20 bis 25 Metern, mitunter bis über 35 Metern. Der Stammdurchmesser erreicht bis über 220 Zentimeter. Sie kann bis zu 400 Jahre alt werden. Die Roteiche besitzt in der Jugend ein Pfahlwurzel-, später ein Herzwurzelsystem. Sie ist überaus schnellwüchsig. Bei jungen Bäumen werden bisweilen Jahrestriebe von 2,5 Meter Länge beobachtet. Das Triebwachstum erfolgt in zwei Perioden Mitte Mai bis Anfang Juni sowie Ende Juli bis Anfang August. Im Freistand blüht die Roteiche bereits im verhältnismäßig jungen Alter von 25 bis 30 Jahren. Sie bildet eine runde Baumkrone aus.

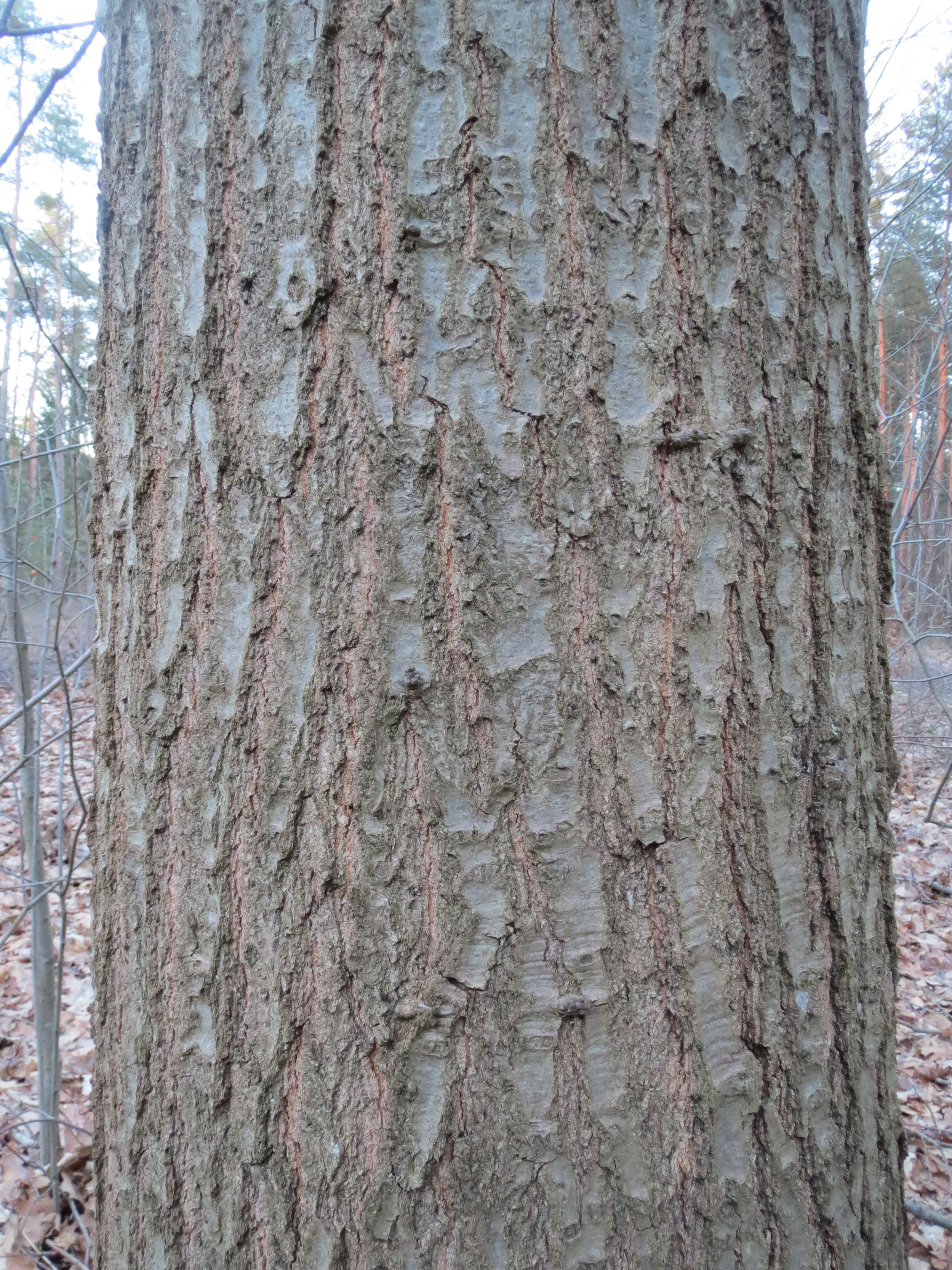
Stamm und Borke

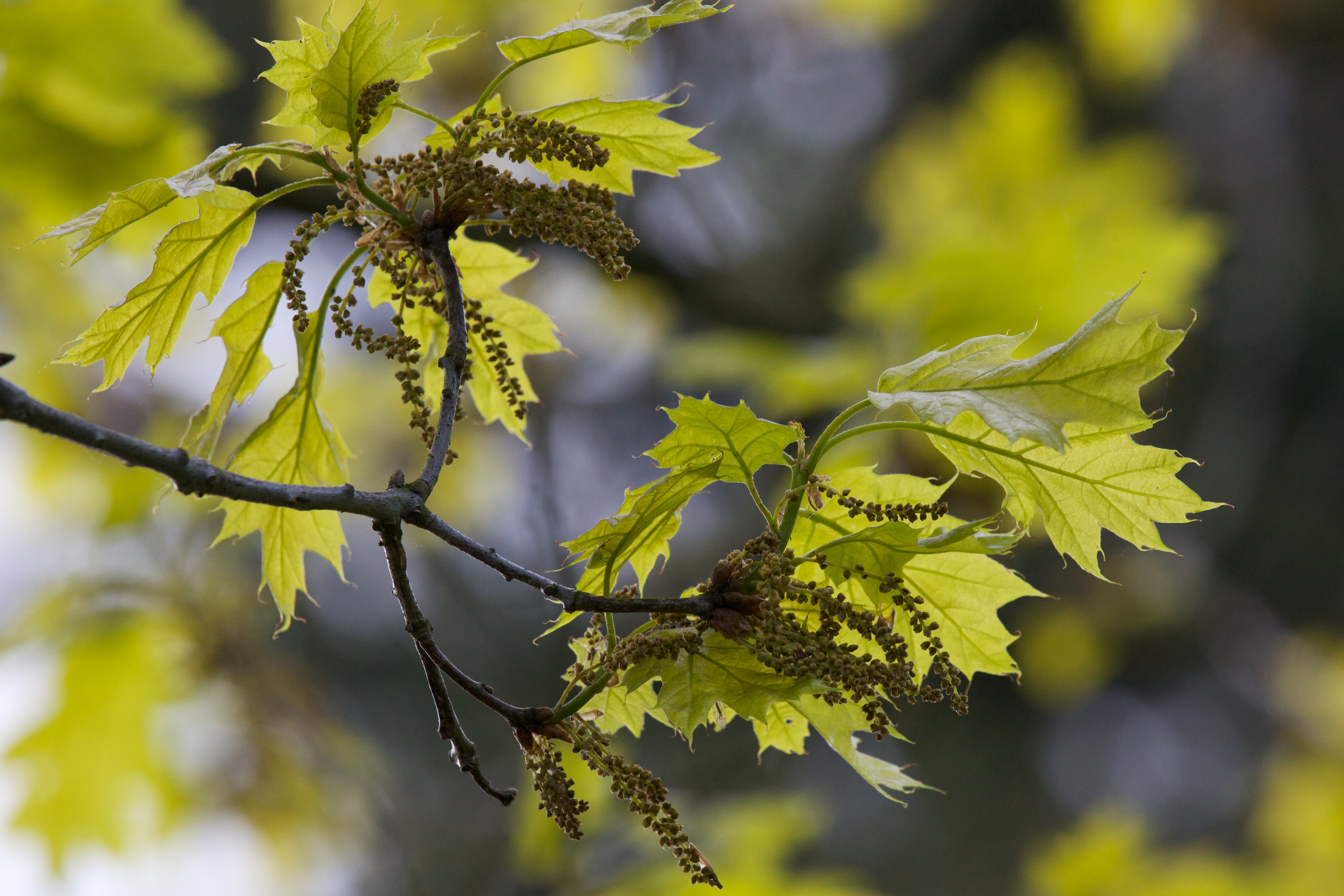
Zweig mit männlichen Blütenständen

Die Rinde junger Roteichen ist grau und glatt; später wird eine dünnschuppige Borke gebildet.
Die wechselständig und spiralig an den Zweigen angeordneten Laubblätter sind in Blattstiel und -spreite gegliedert. Der gelbliche Blattstiel ist etwa 2  Zentimeter, manchmal auch bis zu 5 Zentimeter lang. Die gelappte bis gespaltene und grannenspitzige Blattspreite ist bis zu 23 Zentimeter lang und weist auf jeder Blatthälfte vier bis fünf Blattlappen auf, die durch bis zu 5 Zentimeter tiefe Buchten abgeteilt sind. Die Enden der Blattlappen laufen spitz, borstig bis grannig zu. Der frische Blattaustrieb ist in den ersten drei Wochen gelb; danach sind die Laubblätter grün. Sie werden im Herbst kräftig leuchtend rot bis orange, an älteren Exemplaren teilweise auch gelb bis braun.

### Generative Merkmale

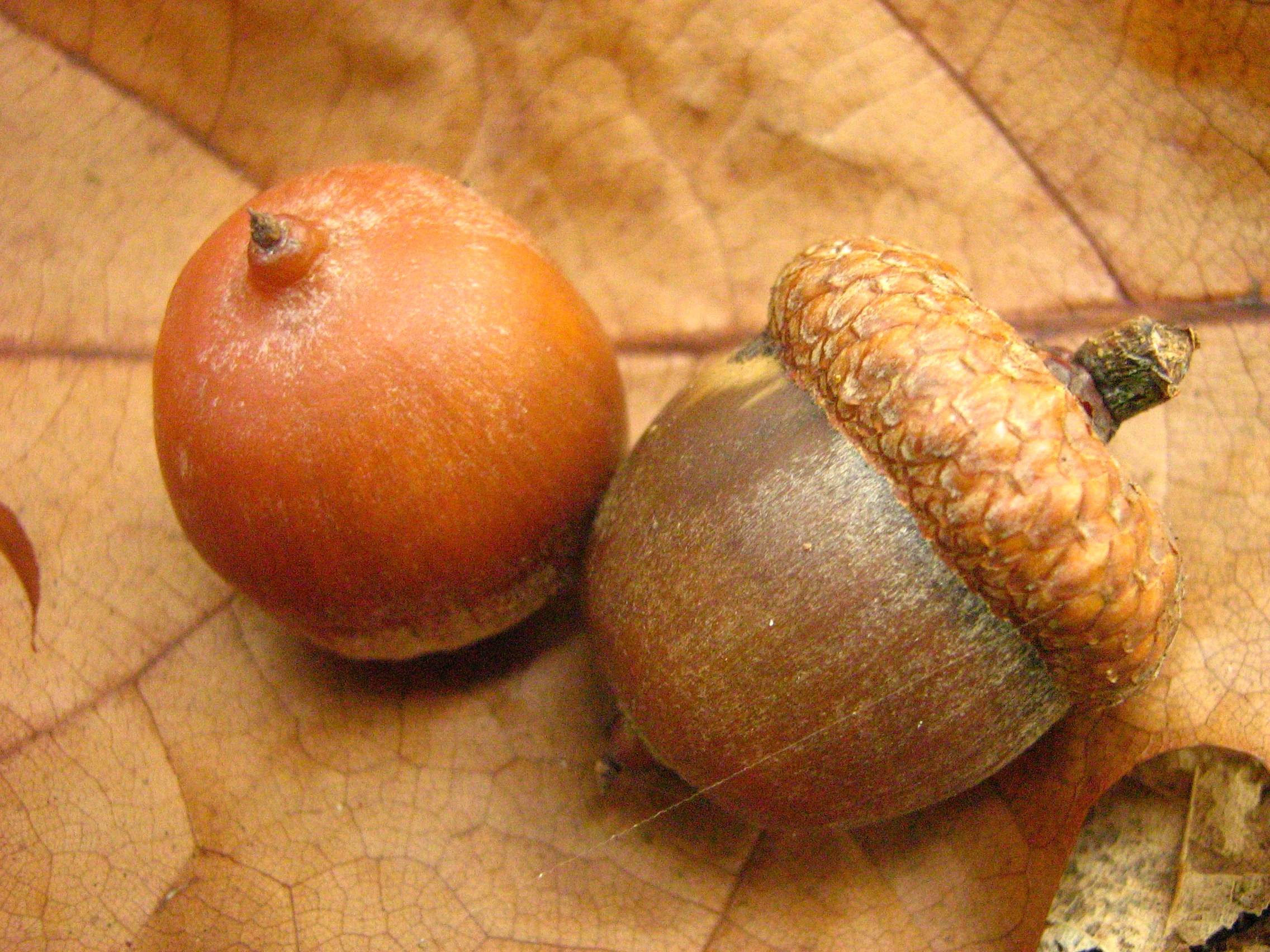
Frucht und Cupula

Die Blütezeit liegt in Mitteleuropa im Mai. Die männlichen Blütenstände hängen locker herab und sind gelblich-grün. Die weiblichen Blüten sitzen einzeln oder paarweise.
Die Eicheln reifen erst im zweiten Jahr. Der Fruchtbecher befindet sich an einem dicken, etwa 1 Zentimeter langen Stiel. Jede Nussfrucht ist von einem flachen Fruchtbecher (Cupula) umgeben. Die Eicheln sind bei einer Länge von etwa 2 Zentimetern sowie einem Durchmesser von etwa 2 Zentimetern breit-eiförmig.
Die Chromosomenzahl beträgt 2n = 24.

## Standort
Die Roteiche erbringt ihre besten Wuchsleistungen an warmen Standorten ohne Spätfröste auf gut basen-versorgten, tiefgründigen Böden, kann aber auch auf sehr nährstoffarmen Sandböden wachsen. Sie meidet kühlfeuchte, staunasse, überflutete oder extrem flachgründige Standorte sowie Höhenlagen. Auf stark kalkhaltigen und wechseltrockenen Standorten wird die Roteiche bevorzugt von der Wurzelfäule befallen, die zu Zuwachsverlusten, Kronenverlichtung und Wurzelbrüchen führen kann. Bei karbonathaltigen Oberböden kommt es zu Entwicklungsstörungen.

## Vorkommen

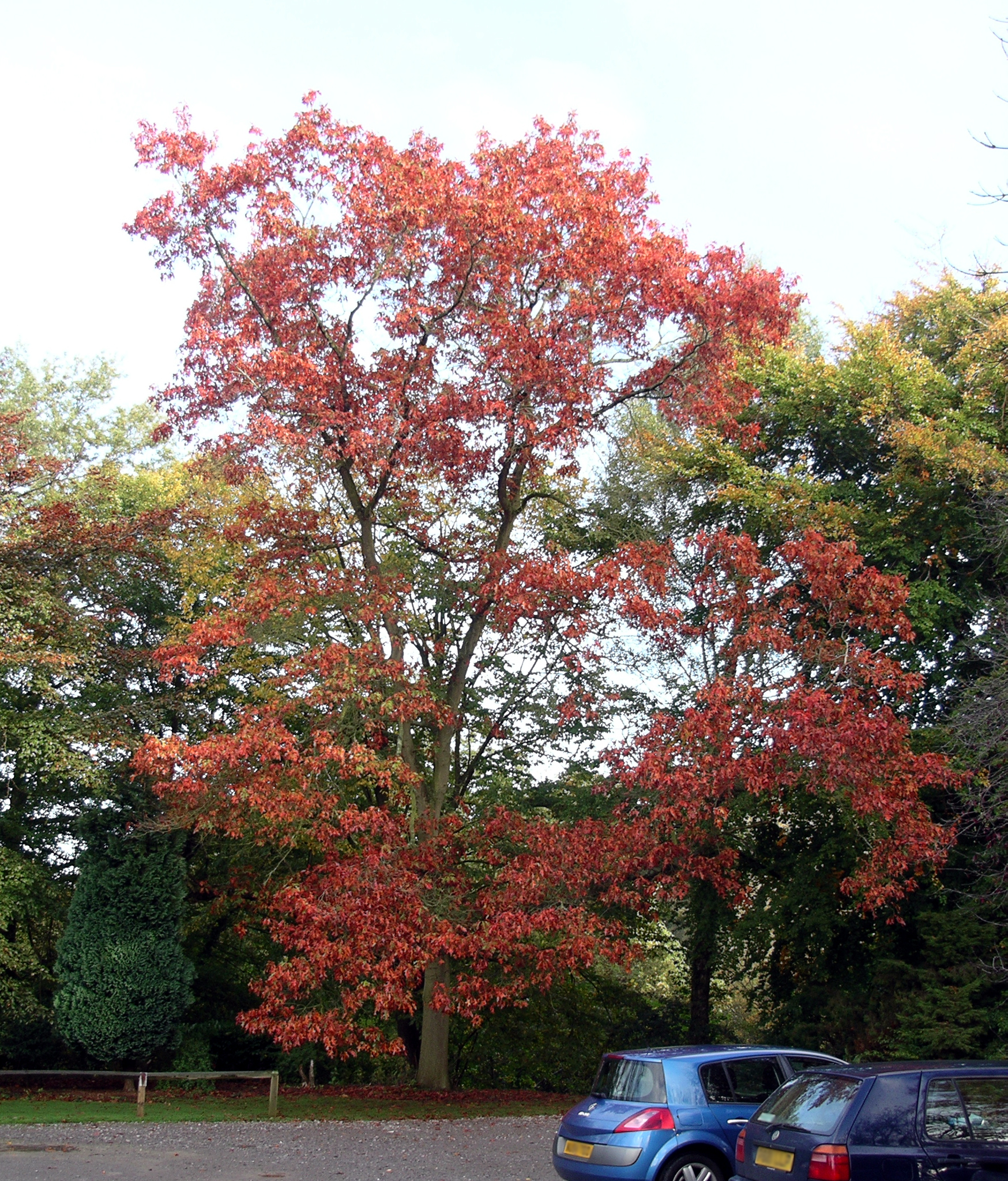
Roteiche in Herbstfärbung

### Natürliche Verbreitung

Ursprüngliche Verbreitung von Quercus rubra

Das ursprüngliche Verbreitungsgebiet von Quercus rubra liegt im östlichen Nordamerika und reicht dort von Kanada (südliches Ontario) südwärts in den USA bis nach Texas, Georgia, Missouri, Arkansas und Oklahoma. In den Appalachen kommt sie bis in Höhenlagen von über 1600 Meter vor.

### Verwendung und Invasivität in Europa
In Mitteleuropa wird die Roteiche seit Anfang des 18. Jahrhunderts – aufgrund ihrer attraktiven Blattform und ihrer schönen Herbstfärbung – häufig als Park- und Alleebaum angepflanzt. Als Datum der Ersteinführung werden 1691 oder 1724 genannt. Im Stadtklima ist sie ebenso erfolgreich wie die Stieleiche. Sie eignet sich allerdings nicht als Straßen- oder Platzbaum, da ihre Wurzeln bei verdichteten Böden Asphalt- und Plattenbeläge anheben.
Im Vergleich zu den in Mitteleuropa heimischen Eichenarten gilt die Roteiche als resistenter gegen Schädlinge, schattenverträglicher und zuwachsstärker. Sie wird daher in weiten Teilen Europas als fremdländische Baumart (in Rein- oder Mischbeständen mit Buche) auch forstwirtschaftlich genutzt. Bereits zu Anfang des 20. Jahrhunderts wurde die Roteiche als Ersatz für die einheimischen Eichen-Arten angepflanzt, die durch Fraßschäden sehr dezimiert wurden. In den deutschen Wäldern nimmt die Roteiche nach den Ergebnissen der Dritten Bundeswaldinventur (2012) mit 55.000 Hektar in der Hauptbestockung einen Flächenanteil von 0,5 Prozent ein. In der Jungbestockung kommt sie mit einer Gesamtfläche von 11.000 Hektar vor.
Die Roteiche ist in den gemäßigten Gebieten eine relativ durchsetzungsstarke fremde Pflanzenart (Neophyt). Ihr ökologisches Potenzial als nachteilige invasive Art, aber auch als möglicherweise vorteilhafte Art im Rahmen des forstwirtschaftlichen Leitbildes Klimaplastischer Wald ist jedoch nicht abschließend geklärt:
Tatsächlich profitiert die Roteiche dabei davon, dass sie in Europa fremd ist und nicht – wie heimische Arten – von einer Vielzahl von durch Koevolution angepassten Parasiten wie etwa Rüsselkäfern oder Gallwespen befallen wird. So konnte gezeigt werden, dass Eicheln der Roteiche in Europa zehnmal weniger von Curculio-Rüsselkäfern befallen werden als Eicheln der Traubeneiche (Quercus petraea) oder Eicheln der Roteiche in Nordamerika. Hierdurch erlangt die Roteiche einen erheblichen Vorteil gegenüber heimischen Eichenarten. So konnte festgestellt werden, dass die Roteiche in Polen die heimische Stieleiche (Quercus robur) auskonkurriert und an der Regeneration hindert. Auch beeinflusst das Vorkommen der Roteiche die Artenzusammensetzung in Wäldern und wirkt sich negativ auf deren Gefäßpflanzenvielfalt und -häufigkeit aus. Verwilderte, selbstverjüngende Bestände der Roteiche, die eine Tendenz zur Einbürgerung zeigen, gibt es in Mitteleuropa auf sauren, flachgründigen Böden, insbesondere felsigen Standorten. Sie bildet hier eine Konkurrenz zur heimischen Traubeneiche (Quercus petraea), während sie gegenüber der Buche (Fagus sylvatica) auf besseren Böden nicht bestehen kann. Auffallend sind verwilderte Roteichen beispielsweise im Elbsandsteingebirge, wo die Roteiche auf Felsen weitab eines forstlichen Anbaus wächst und sicher eingebürgert ist. Der Aufwand ihrer Beseitigung wird jedoch als überschaubar eingeschätzt, und aufgrund bislang nur punktueller Konflikte mit Biotopschutzzielen wird sie von Naturschützern in Deutschland teilweise nur als potenziell invasiv eingestuft. In Belgien und den Niederlanden wird eine Zunahme der Naturverjüngung festgestellt, in Tschechien und Polen gilt sie als (zu bekämpfende) invasive Art. In manchen anderen mitteleuropäischen Staaten wird die Roteiche nicht als invasiv angesehen. Die Freisetzung sollte jedoch überall nirgendwo bedenkenlos und großflächig vorgenommen werden.
Demgegenüber wurde festgestellt, dass an Quercus rubra mehr Käfer- und Wanzenarten vorkommen als beispielsweise an der einheimischen Buche, und dass eine ganze Reihe von Arten die Roteiche als Lebensraum nutzen und für ihre Einbindung in die Stoffkreisläufe sorgen. Vor diesem Hintergrund und im Hinblick auf die globale Erwärmung fordern Forstwissenschaftler daher eine naturschutzfachliche Neubewertung dieser Eichenart in Europa.

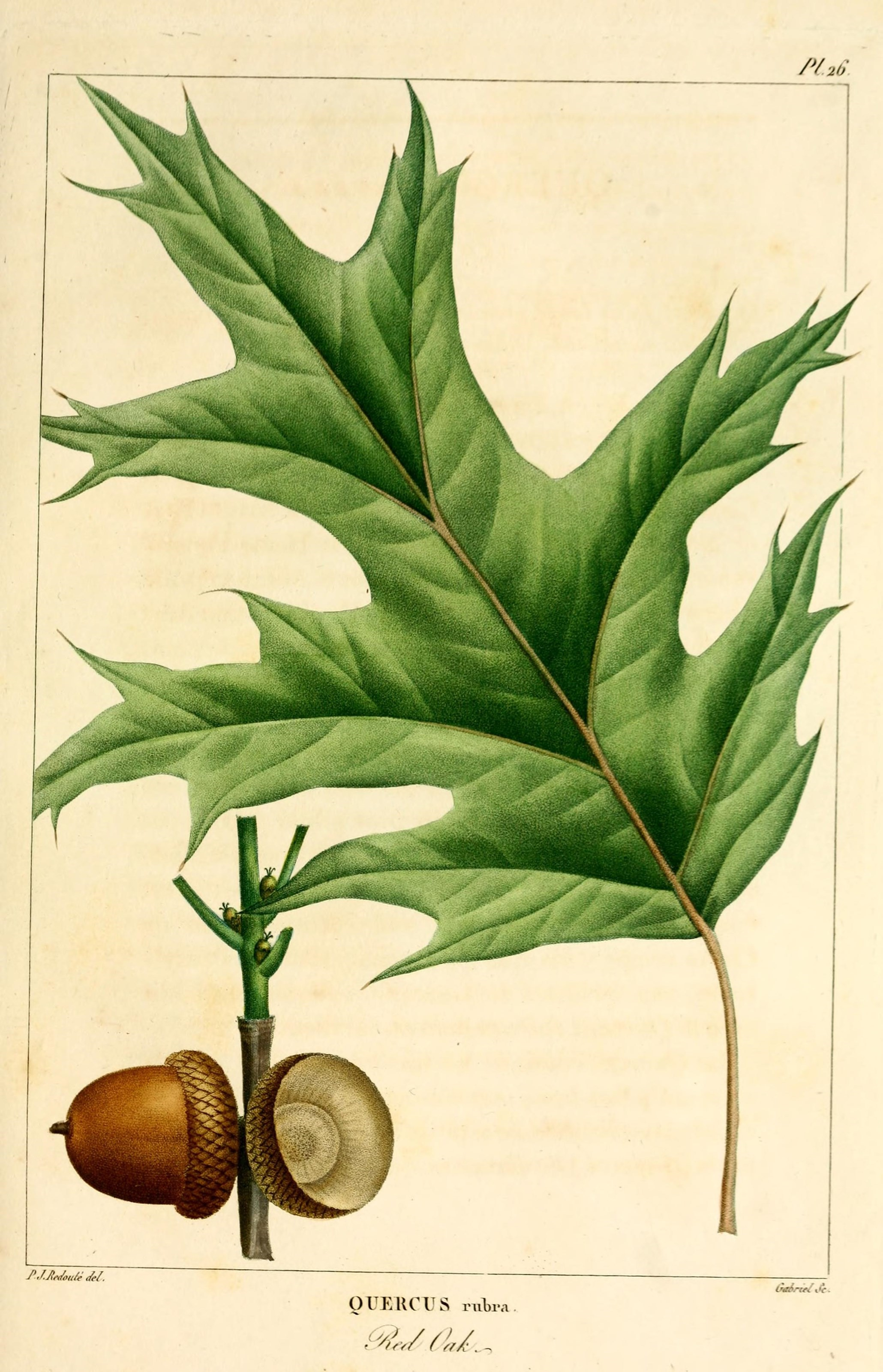
Illustration aus Histoire des arbres forestiers de l'Amérique septentrionale, 1812, Tafel 26

## Systematik
Die Erstveröffentlichung von Quercus rubra erfolgte 1753 durch Carl von Linné in Species Plantarum, 2, Seite 996. Synonyme für Quercus rubra L. sind: Quercus acerifolia G.Kirchn.,
Quercus ambigua F.Michx. nom. illeg., Quercus angulizana Raf.,
Quercus borealis F.Michx., Quercus cuneata Dippel nom. illeg.,
Quercus maxima (Marshall) Ashe, Quercus sada Mast., Quercus coccinea var. ambigua (F.Michx.) A.Gray, Quercus rubra var. ambigua (F.Michx.) Fernald, Quercus rubra var. borealis (F.Michx.) Farw., Quercus rubra var. hispanica Castigl., Quercus rubra var. latepinnatifida Kuntze, Quercus rubra var. latifolia Aiton, Quercus rubra var. pendula de Vos, Quercus rubra var. maxima Marshall, Quercus rubra var. ramosissima Marshall, Quercus rubra var. subserrata Lam. Von Quercus rubra relativ viele Varietäten beschrieben, sie gelten oft als Synonyme von Quercus rubra.

## Nutzung und Forstbau

### Zierpflanze
Die Roteiche wird als Zierpflanze in Parkanlagen verwendet.
Zuchtformen:
- ‚Aurea‘: Diese Form trägt intensiv goldgelbe Laubblätter, die allerdings im Lauf des Sommers etwas nachgrünen.

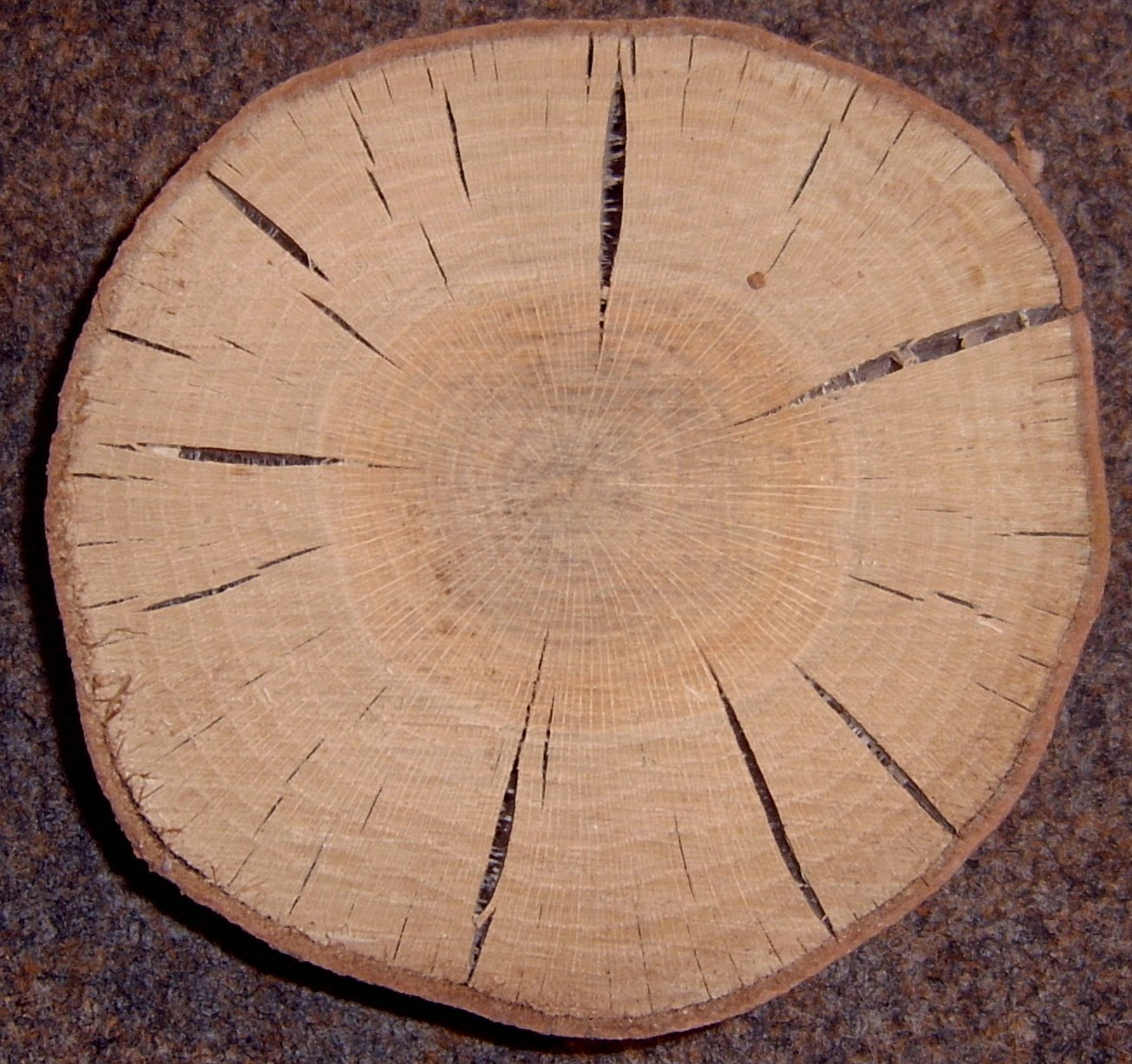
Stammquerschnitt

### Holz
Die Roteiche ist ein Kernholzbaum mit dünnem hellen Splint und rotbraunem Kern. Ihr Holz besitzt eine mittlere Rohdichte von 0,65 g/cm³. Das Holz der Roteiche kann ähnlich wie das Holz der in Mitteleuropa heimischen Stieleiche und Traubeneiche verwendet werden, ist aber insgesamt weniger wertvoll. So sind Furniere der Roteiche unregelmäßiger strukturiert. Das grobporige Holz besitzt sehr weitlumige Gefäße. Diese bleiben auch nach der Verkernung unverthyllt, so dass sich Roteichenholz nicht für die Fassherstellung eignet, denn in Faserrichtung ist der Transport von Flüssigkeiten und Gasen durch das Holz hindurch möglich.
Das Holz der Roteiche hat nur eine geringe natürliche Dauerhaftigkeit gegenüber pilzlichen Holzschädlingen, was beispielsweise im Hinblick auf die Verwendung als Bauholz einen Nachteil gegenüber dem Holz von Stiel- oder Traubeneichen darstellt. Auch ist sie im Gegensatz zur Weiß-Eiche, zur Stieleiche und zur Traubeneiche nicht für den Schiffbau geeignet.

### Waldbrandschutz
Als Brandschutzriegel wird die Amerikanische Roteiche in Nadelwäldern angepflanzt, da ihre säurehaltigen und schlecht zersetzbaren Laubblätter weitere Vegetation behindern und somit ein eventuelles Feuer gebremst werden kann.

## Wirtspflanze von Insekten

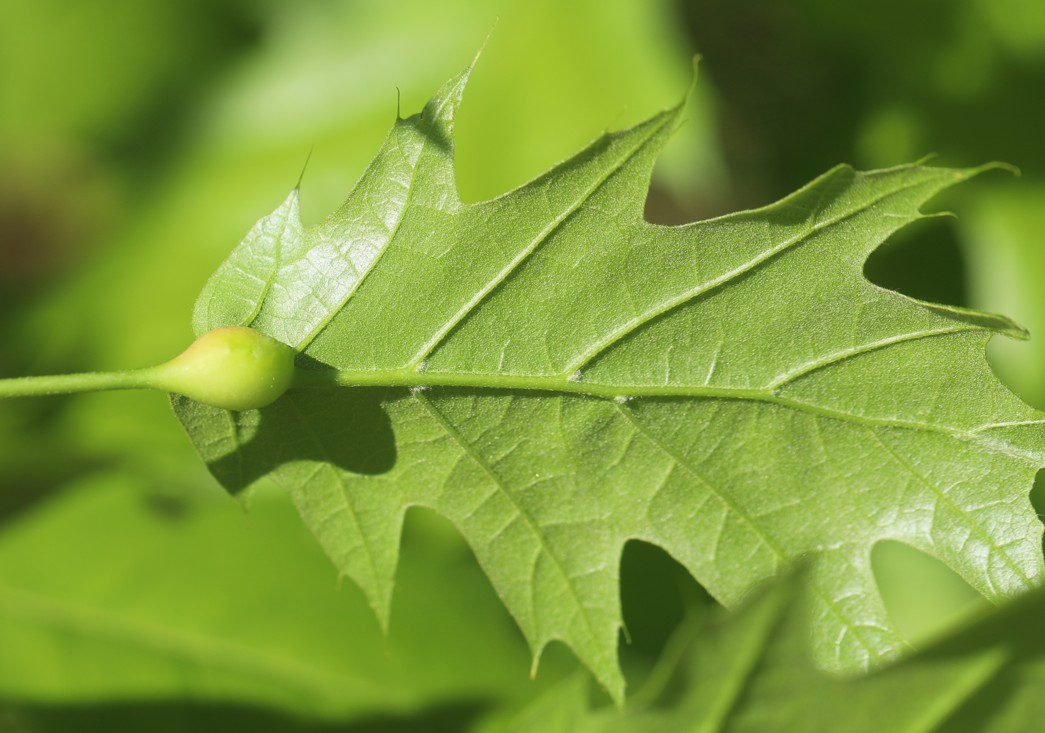
Galle von Melikaiella tumifica

Die Roteiche wird im Gegensatz zur Stieleiche in Mitteleuropa von nur wenigen Insekten aus der Gruppe der Minierer und Gallerzeuger als Wirtspflanze genutzt. Eine Art ist die ebenfalls aus Nordamerika stammende Gallwespe Melikaiella tumifica.